# Rimula californiana
Rimula californiana is een slakkensoort uit de familie van de Fissurellidae. De wetenschappelijke naam van de soort is voor het eerst geldig gepubliceerd in 1964 door S. S. Berry.